# Kusu Kubaim
Kusu Kubaim, es una comunidad nativa del pueblo awajun, ubicada en la rivera del río Comaina en el distrito de El Cenepa, en la provincia de Condorcanqui de la región Amazonas.

## Historia
La comunidad Kusu Kubaim cuenta con historias y mitos que forman parte de su identidad y expresan su sentido histórico y que han sido transmitidas como tradición oral, de generación a generación, las mismas son consideradas reales por sus narradores y describen la relación entre el pueblo awajún y los astros, animales del bosque, ríos y minerales.
Algunas de estas historias son:
- Chayu Ikamyawajai - El oso y el tigre
- Chijajai, Timantim, Sukuyajai - Chijajai, Timantim Y Toayo
- Auju Nantujai - La ayaymama y el luna
- Jempe Jii Kasamkamu - El picaflor roba el fuego
- Jempe Yakakaujai - El picaflor y el tatatao
- Katip Awajúnin jintintuamu uchigmatan - Katip enseña a la mujer awajún a dar la luz
- Nugkui - Nugkui
- Pagki Akachu - El hombre ocioso
- Waju Manchijai - Waju y el saltamonte
- Mamuk, Kanu Awagmau - La polilla, constructores de canoas
- Ugkaju Augmatbau - El cangrejo gigante
- Aents Tinkishap Iwainkamu, Jachau Agmi Tibau - El hombre Tinkishap y la búsqueda de la resurrección
- Ajaim Etsajai Augmatbau - Ajaim y el origen del sol

En los años de 1950 hubo en Kusu Kubaim una preocupación por integrarse al sistema educativo nacional y tener una generación de profesionales de la comunidad, esta generación tiene también la preocupación por recuperar su cultura, a través de la memoria histórica y el uso de tecnología ancestral como el tejido de canastas, la elaboración de canoas, tuntui, escobas, etc. acompañado también de la recuperación del uso de plantas como Datem, Tsaag y Toe.

### Educación
Kusu Kubaim cuenta con las siguientes Instituciones educativas:
- Institución Educativa Bilingüe N°1674
- Institución Educativa Hilario Chuin Bashutat

### Salud
Frente a la pandemia por Covid-19 en Kusu Kubaim las casas con acceso a medios de comunicación, radios locales y generador eléctrico se convirtieron en los principales puntos de información y la estrategia de protección fue el aislamiento voluntario en el bosque, usándolo como refugio como cuando los pobladores de mayor edad se protegieron de la epidemia de sarampión en la década entre 1950 y 1960. En junio de 2020 se empezaron a contar los primeros fallecidos por Covid-19 en la comunidad.
Para el control de la pandemia en este territorio la comunidad se organizó y aplicó un aislamiento comunitario protegiéndose de recibir personas foráneas que pudieran llevar el virus a sus territorios, sin embargo esta situación conllevó también al desabastecimiento de los comercios de alimentos y a dinero en efectivo. Las autoridades de la comunidad manifestaron la necesidad de respetar la autonomía indígena en la gestión de la emergencia por parte del Estado peruano puesto que no contaban con equipos sanitarios que les permitan desarrollar sus estrategias de autoprotección.
Posteriormente desde el Ministerio de Cultura se implementó la difusión de información en idioma awajún en coordinación con la Dirección Regional de Salud (DIRESA) se trasladaron gestores interculturales que participaron de las jornadas de vacunación de la Red de Salud Condorcanqui, con la finalidad de generar confianza, el alcalde del distrito de El Cenepa, Carlos Alberto Yankikat, fue el primero en ser inoculado, seguido del apu de la localidad Kusu Kubaim, Ceferino Nujigkus. Así mismo se implementaron estrategias para llevar a las comunidades un programa de apoyo económico Yanapay que busca mitigar la falta de acceso a alimentos entre otros elementos de primera necesidad.

## Economía
La economía local principalmente de subsistencia es complementaria entre la agricultura de plantas y la caza de animales, estas actividades se han visto afectadas por las políticas extractivas que debilitaron su seguridad alimentaria frente a la cual la comunidad ha logrado conseguir ayuda internacional para la reforestación de su territorio.
La presencia de la Minera Afrodita en el territorio de esta comunidad ha significado un conflicto que se expresó el 23 de marzo de 2019, cuando pobladores de la Kusu Kubaim y Tesh, liderados por el presidente de la Organización Indígena de Desarrollo de las Comunidades de Alto Comaina (ODECOAC), desalojaron el campamento de la empresa, en la zona El Tambo, sin producirse enfrentamientos.